# Achlya
Achlya és un gènere de papallones nocturnes de la subfamília Thyatirinae de la família Drepanidae.

## Taxonomia
- Achlya flavicornis Linnaeus, 1758
- Achlya jezoensis (Matsumura, 1927)
- Achlya hoerburgeri (Schawerda, 1924)
- Achlya longipennis Inoue, 1972
- Achlya tateyamai Inoue, 1982

## Espècies antigues
- Achlya kuramana Matsumura, 1933